# Espen Østlien
Espen Østlien (* 1. Juni 1982) ist ein ehemaliger norwegischer Skilangläufer.

## Werdegang
Østlien, der für den Raufoss IL startete, lief im Dezember 2002 in Gåsbu sein erstes Rennen im Continental-Cup. Dort belegte er den 53. Platz im Sprint. Im Februar 2006 erreichte er mit dem dritten Platz im Sprint in Nes seine erste Podestplatzierung im Scandinavian Cup. Im folgenden Monat absolvierte er in Drammen sein erstes von insgesamt drei Weltcuprennen, welches er auf dem 49. Platz im Sprint beendete. Bei seinen zweiten Weltcupauftritt in Drammen im März 2007 holte er mit dem 23. Platz im Sprint seine ersten und einzigen Weltcuppunkte. In der Saison 2007/08 errang er mit drei Top-Zehn-Platzierungen, darunter Platz drei im Sprint in Jõulumäe und Rang zwei im Sprint in Riga, den siebten Platz in der Gesamtwertung des Scandinavian Cups. Zudem nahm er zwischen 2002 und 2010 an FIS-Rennen teil. Dabei holte er im März 2008 im Sprint in Nes seinen einzigen Sieg.